# Klaus Nomi
Klaus Nomi, właśc. Klaus Sperber (ur. 24 stycznia 1944 w Immenstadt w Alpach Bawarskich, zm. 6 sierpnia 1983 w Nowym Jorku) – niemiecki piosenkarz, pionier nurtu pop z elementami piosenki kabaretowej oraz new wave. 
Śpiewał jako kontratenor, tenor i baryton. W latach 70. XX wieku wystąpił razem z Davidem Bowie w popularnym amerykańskim programie telewizyjnym Saturday Night Live. Był jednym z pierwszych artystów zmarłych przedwcześnie na AIDS.

## Dyskografia
- Klaus Nomi (1981)
- Simple Man (1982)
- Encore! (1983)
- In Concert (1986)
- Za Bakdaz (2007)

## Single
- „You Don’t Own Me” / „Falling in Love Again” (1981)
- „Nomi Song” / „Cold Song” (1982)
- „Lightning Strikes” / „Falling in Love Again” (1982)
- „Simple Man” / „Death” (1982)
- „Ding Dong” / „ICUROK” (1982)
- „Icurok” / „Simple Man” (Canadian 12") (1983)
- „Za Bak Daz” / „Silent Night” (CD single, 1998)
- „After the Fall”